# Megachoriolaus spiniferus
Megachoriolaus spiniferus là một loài bọ cánh cứng trong họ Cerambycidae.